# Mezno (przystanek kolejowy)
Mezno – przystanek kolejowy w miejscowości Mezno, w kraju środkowoczeskim, w Czechach. Znajduje się na linii 220 Benešov – Czeskie Budziejowice, na wysokości 565 m n.p.m..  

## Linie kolejowe
- 220: Tábor – Bechyně